# 1021年
| 千纪： | 2千纪 |
| 世纪： | 10世纪 \| 11世纪 \| 12世纪                                                                                   |
| 年代： | 990年代 \| 1000年代 \| 1010年代 \| 1020年代 \| 1030年代 \| 1040年代 \| 1050年代                              |
| 年份： | 1016年 \| 1017年 \| 1018年 \| 1019年 \| 1020年 \| 1021年 \| 1022年 \| 1023年 \| 1024年 \| 1025年 \| 1026年   |
| 纪年： | 辛酉年（鸡年）；契丹開泰十年，太平元年；北宋天禧五年；大理明启十二年；越南順天十二年；日本寬仁五年，治安元年 |

## 出生
- 王安石，宋朝政治家（1086年去世，65岁）
- 冯京，宋朝官员
- 吳充，北宋大臣。
- 謝景溫 (皇祐進士)，北宋大臣。
- 陳繹，北宋大臣。
- 欧多西亚·玛克勒姆玻利提萨，拜占庭帝国皇帝君士坦丁十世之妻。
- 烏骨廼，女真首领。
- 耶律重元，辽聖宗第二子
- 王基 (高麗)，高麗王詢第四子
- 藤原歡子，日本後冷泉天皇皇后

## 逝世
- 張繼能，北宋宦官。
- 鄧守恩，北宋宦官。
- 龔美，北宋外戚。
- 源賴光，日本平安時代中期大將。